# São Valentim
São Valentim – miasto i gmina w Brazylii, w stanie Rio Grande do Sul. Znajduje się w mezoregionie Noroeste Rio-Grandense i mikroregionie Erechim. 

## Miasta partnerskie
- Santa Giustina, Włochy